# Stefan Julius Rapp
Stefan Julius Rapp (* 27. Februar 1880 in Hardheim; † 12. Oktober 1938 in Radolfzell am Bodensee beerdigt in Hardheim) war Lehrer für Mathematik und Naturwissenschaften an der Mettnau-Oberschule in Radolfzell, Heimatforscher und Genealoge.

## Leben
Stefan Julius Rapp wurde als Sohn eines Hauptlehrers geboren. Er besuchte zunächst das Gymnasium in Tauberbischofsheim, wechselte nach Bruchsal und legte dort das Abitur ab. 1904 begann er ein Studium an der Technischen Hochschule Karlsruhe. Es folgte ein Studium der Mathematik und Physik an der Universität Heidelberg. 1910 wurde er Lehramtspraktikant. Ab 1919 arbeitete er als Lehrer an der Mettnau-Oberschule in Radolfzell. Nach 1933 war Rapp Vereinsleiter des Volksbundes für Deutschtum im Ausland (VDA) in Radolfzell. Er schrieb an einer Geschichte seiner Heimatstadt Hardheim und veröffentlichte zwischen 1930 und 1937 drei Teilbände zu Hardheim – Bausteine zu seiner Geschichte. Außerdem existieren Entwürfe für weitere stadtgeschichtliche Veröffentlichungen: Die Geschichte der Pfarrei Hardheim ab dem 13. Jahrhundert, Alle Hardheimer Pfarrer ab dem 13. Jahrhundert. Rapps Forschungsarbeiten waren die Grundlage des Hardheimer Heimatbuches aus dem Jahr 1988.